# Vlado Fumić
Vlado Fumić (nascido em 5 de abril de 1956) é um ex-ciclista iugoslavo, que competiu em duas provas do ciclismo de pista nos Jogos Olímpicos de Montreal 1976.